# قلعه فوسا
قلعه فوسا (به اسپانیایی: Qala Phusa) یک کوه در بولیوی است که در شهرستان لاپاز (بولیوی) واقع شده‌است. قلعه فوسا ۵٬۴۶۵ متر بالاتر از سطح دریا واقع شده‌است.